# Maël-Pestivien
Maël-Pestivien é uma comuna francesa na região administrativa da Bretanha, no departamento Côtes-d'Armor. Estende-se por uma área de 32,13 km². Em 2010 a comuna tinha 371 habitantes (densidade: 11,5 hab./km²).